# Droga wojewódzka 356
Die Droga wojewódzka 356 (DW 356) ist eine drei Kilometer lange Droga wojewódzka (Woiwodschaftsstraße) in der polnischen Woiwodschaft Niederschlesien, die den Bahnhof Wrocław Żerniki in Wrocław mit der Droga krajowa 94 verbindet. Die Strecke liegt in der kreisfreien Stadt Wrocław.

## Streckenverlauf
Woiwodschaft Niederschlesien, Kreisfreie Stadt Wrocław
-  Wrocław (Breslau): Stadtteil Żerniki (Neukirch) (A 4, A 8, S 5, S 8, DK 5, DK 35, DK 94, DK 98, DW 320, DW 322, DW 327, DW 336, DW 337, DW 342, DW 347, DW 349, DW 359, DW 362, DW 395, DW 452, DW 453, DW 455)